# Ангелов мост
Ангелов мост (мост Ангелов, Ангельский мост, Инглисил(ь)д — эст. Inglisild) — пешеходный мост в Тарту, в исторической части города. Переброшен между отрогами Домской горки (холма Тоомемяги) над улицей Лосси в её начале возле улицы Юликооли.
Является памятником Георгу Фридриху Парроту — организатору восстановления и первому ректору Императорского Дерптского университета, ныне Тартуский университет.
Внесен в Государственный реестр памятников культуры Эстонии под номером 6890 приказом министра культуры Эстонии № 12 от 20 марта 1997 года.

## Название
Общепринятого объяснения происхождения названия «Ангелов мост» (эст. Ingli sild) не существует.
Наиболее вероятной считается гаплология первоначального (также неофициального) эстонского названия Inglise sild — «Английский мост». Якобы мост получил такое название, потому что находится в английском по стилю парке на Домской горке, да и в архитектурном оформлении моста можно найти английские мотивы.
Однако эстонский историк Малле Салупере считает это не более, чем городской легендой. Согласно её утверждениям, мост в XIX веке носил различные неофициальные названия, однако никогда не назывался «Английским» — равно как и парк на Домской горке, тем более, что по её мнению, ничего английского в дизайне парка нет.
По её утверждению, мост стал называться «Ангеловым» только с 1910-х гг., и связано это с установкой в ходе реконструкции 1913 года барельефа с изображением Г. Ф. Паррота — «кудрявого, с ангельским лицом». Это вторая версия присхождения названия моста.
Искусствовед Хелью Сирел выдвигает ещё одну версию происхождения названия «Ангельский мост». По её мнению, оно возникло в пандан обиходному названию другого пешеходного моста на Тоомемяги, также перекинутого через улицу Лосси, однако в другом её конце, возле улицы Валликраави — именно, Чертова моста. На этом месте мост возводился трижды, и вот второй мост, возведённый в 1844 году, одноарочный, переброшенный над улицей, круто спускающейся вниз в глубокой выемке — мог напоминать собой знаменитый Чёртов мост в Швейцарии, взятый штурмом в 1799 год году в ходе Швейцарского похода А. В. Суворова. Тем более, что мост этот имел тёмный колорит — в отличие от «парного» ему светлого по колориту моста. И если первый мост стал Чёртовым из-за своего облика, то второй стал называться Ангеловым ему в пару. Появление на Ангеловом мосту барельефа Г. Ф. Паррота «с ангельским лицом» лишь закрепило данную ассоциацию.
И уж совсем оригинальную версию выдвигает архитектор и историк архитектуры Калви Алуве. Он считает, что противопоставление «Ангелов» — «Чёртов» — это противопоставление сил света, науки и прогресса, которые олицетворял собой Г. Ф. Паррот, изображённый на медальоне Ангелова моста, и сил тьмы, связанных с самодержавием, династией Романовых (новый Чёртов мост был возведён в 1913 году, и его на медальоне, обращенном в сторону медальона с портретом Паррота на Ангеловом мосту, были выбиты цифры «1613 — 1913», в ознаменование 300-летия правления династии Романовых в России), и лично с царём Александром I (которому был посвящён новый Чёртов мост, официальное название которого было «Мост Александра I», барельеф которого нёс этот мост).
Как бы то ни было, эти названия («Ангелов» и «Чёртов») стали в конце концов официальными, и именно они фигурируют в Государственном реестре памятников культуры Эстонии.

## История

### Мост Краузе
Г.Ф. Паррот, став первым ректором возобновленного Императорского Дерптского университета, добился того, чтобы земля на холме Тоомемяги перешла во владение университета, на нем стали строиться университетские здания для научной и учебной работы, а на склонах холма был разбит парк. Однако глубокий овраг, пересекавший холм (по оврагу проходила улица Лосси) мешал свободному перемещению между зданиями. Возникла насущная необходимость строительства пешеходных мостов над улицей Лосси, один из них был спланирован в её начале, для соединения обсерватории и университетской библиотеки, построенной в стенах руинированного Домского собора. Автором проекта моста стал Иоганн Вильгельм Краузе, архитектор главного здания Тартуского университета и большинства других его первых зданий.
Как и другие университетские здания, мост был построен в стиле классицизма. На дне оврага и по бокам его были возведены каменный столбы (группами по три), напоминающие дорические колонны, лежащая на них деревянное мостовое перекрытие было по бокам обрамлено балюстрадами, а в центральной его части, опирающейся на четыре группы колонн — конструкцией, напоминающей антаблемент дорического ордера. Таким образом, мост был оформлен как пропилеи — парадный вход в парк на Домской горке. Первоначально предполагалось на фризе нанести имя царя Александра I, подписавшего указ о восстановлении университета, но этого сделано не было. Строительство моста началось летом 1814 года и завершилось в апреле 1816 года. Мост получил название Домского (по Домской горке, где он был расположен).

### Мост Якоби
В начале 1830-х гг. первый Домский мост обветшал, возникла необходимость его реконструкции. Её проект был осуществлен Морицем Херманом Якоби, знаменитым физиком, прославившимся своими работами в области электротехники, однако в Тартуском университете занимавшем должность профессора кафедры гражданской архитектуры. Новый Домский мост — единственный осуществленный его архитектурный проект.
Якоби сохранил классический исторический облик моста Краузе, однако сделал опоры более мощными, вместо групп по три круглых колонны мост стал опираться на пары прямоугольных в сечении столбов. Место их расположения сохранилось, однако фундаменты прежних опор были разобраны и усилены. Также были омоноличены опоры моста по бортам оврага. Мостовое перекрытие, как и у предыдущего моста, осталось деревянным.
На фризе моста со стороны города в направлении Тоомемяги Якоби предложил сделать латинскую надпись «Otio et Musis» что переводится как «Отдыху и музам» — что обозначало то, чему должен предаваться человек в парке на Домской горке, куда он направлялся, проходя под мостом. Однако попечитель университета Евстафий Крафстрем, которому Якоби отправил проект моста на утверждение, распорядился заменить надпись на «Otium reficet vires» («Отдых восстанавливает силы»). Эту надпись мы видим на мосту и по настоящее время.
Строительство моста началось летом 1836 года и завершилось 9 октября 1837 года. Мост Якоби стоит и по сей день.

### Ремонтные работы 1913 года
В 1913 году в Тарту должен был пройти Лифляндский медицинский конгресс. К его открытию было решено обновить пешеходные мосты на Домской горке — построить новый Чертов мост взамен снесенного из-за ветхости прежнего, и капитально отремонтировать Ангелов мост.
Каменные опоры и их фундаменты оказались в хорошем состоянии. Было заменено лишь деревянное мостовое перекрытие — несущие балки и настил пола. Кромеи того, на фриз со стороны Домской горки, ранее незаполненный, был помещен медальон с барельефным портретом Г. Ф. Паррота и нанесена под ним латинская надпись «G.F. PARROT PRIMO RECTORI UNIVERSITATIS DORPATENSIS» («Г. Ф. Парроту — первому ректору Дерптского университета». Тем самым мост стал памятником Георгу Фридриху Парроту — организатору восстановления и первому ректору Императорского Дерптского университета, ныне Тартуский университет.

## Современность
- С Ангеловым мостом, как и с его «братом», Чертовым мостом, связана интересная студенческая традиция. Со второй половины XIX века мосты стали ареной певческих состязаний хоров, представлявших различные студенческие корпорации университета. В настоящее время певческая традиция существует, однако теперь она не соревновательная, а концертная: периодически на мостах параллельно выступают университетские студенческие хоры: на одном из мостов Тартуский академический мужской хор[эст.], а на другом — Академический женский хор Тартуского университета[эст.][18].
- В ночь на 21 апреля 2012 года на ангеловом мосту произошел пожар: горел деревянный короб, образующий аттик карниза со стороны Домской горки. По данным полиции, речь идет о поджоге. Огнем было уничтожено около 2 м2 покрытия, ещё около 10 м2 было обуглено или закопчено. К счастью, ни несущие конструкции, ни медальон с изображением Г. Ф. Паррота не пострадали[19].
- Про данным инспекции, проведенной Государственным реестром памятников культуры Эстонии[эст.]* 12 апреля 2021 года, состояние моста признано удовлетворительным[11].